# Закон квадрата-куба
Закон квадрата-куба (англ. square-cube law) — математичний принцип, застосовуваний в різних галузях науки. Описує відношення між об'ємом і площею при збільшені чи зменшені розмірів об'єкту. Вперше описаний в 1638 році Галілео Галілеєм в роботі «Міркування та математичні демонстрації, які стосуються двох нових наук» як «…відношення двох об'ємів більше ніж відношення їх поверхонь.»
Принцип встановлює, що коли об'єкт збільшується в розмірі, його об'єм виростає швидше ніж площа його поверхні. Має багато застосувань в різних галузях від машинобудування до біомеханіки. Дозволяє пояснити різні явища: складність охолодження великих ссавців як слонів, чи причину чому будувати вищі хмарочоси стає дедалі важче.

## Опис

Залежність площі поверхні від об'єму для правильних многогранників і сфери. При однаковому об'ємі площа поверхні найбільша у тетраедра і зменшується для більш сферичних об'єктів.

Принцип може бути сформульований наступним чином:
|  | Коли розмір об'єкта збільшити пропорційно певному коефіцієнту, нова площа поверхні буде пропорційна квадрату цього коефіцієнту, а новий об'єм - кубу. |

Записавши формулою:
{\displaystyle S_{2}=S_{1}\left({\frac {\ell _{2}}{\ell _{1}}}\right)^{2}}
{\displaystyle V_{2}=V_{1}\left({\frac {\ell _{2}}{\ell _{1}}}\right)^{3}}
де {\displaystyle S} це площа поверхні об'єкту, {\displaystyle V} — об'єм, {\displaystyle \ell } — довжина. Індекси 1 і 2 позначають різні розміри об'єкту.
На приклад куб з довжиною ребра один метр має площу поверхні в 6 м і об'єм 1 м. Якщо куб збільшити вдвічі, то його площа збільшиться в 22 і стане 24 м2, а об'єм збільшиться в 23 і буде 8 м3. Менший куб мав відношення площі до об'єму 6:1, більший — 3:1. Якщо розміри збільшувати надалі, об'єм продовжить рости швидше ніж площа поверхні. Цей принцип стосується всіх твердих тіл.

## Застосування

### Інженерія
Якщо фізичний об'єкт зберігає густину при збільшенні розмірів, його об'єм і маса буде рости як куб коефіцієнту лінійного збільшення, а площа — як квадрат цього коефіцієнту. Це означає що приклавши однакову силу до об'єктів різних розмірів, вищий тиск буде на поверхні більшого об'єкта.
Розглянемо приклад тіла з масою {\displaystyle M}, прискоренням {\displaystyle a} і площею поверхні {\displaystyle S} на яку діє сила {\displaystyle F=Ma} і тиск {\displaystyle p={\frac {F}{S}}=M{\frac {a}{S}}}. Тепер розглянемо об'єкт збільшений в {\displaystyle k} разів так, що його нова маса {\displaystyle M'=k^{3}M} і площа на яку діє сила {\displaystyle S'=k^{2}S}.
Нова сила яка буде діяти на об'єкт буде {\displaystyle F'=k^{3}Ma}, а новий тиск:
{\displaystyle {\begin{aligned}p'&={\frac {F'}{S'}}\\&={\frac {k^{3}}{k^{2}}}\times M{\frac {a}{S}}\\&=k\times M{\frac {a}{S}}\\&=k\times p\\\end{aligned}}}
Тому, збільшення розміру об'єкта, залишаючи густину і прискорення незмінними, збільшить тиск на об'єкт в стільки ж раз. Це означає що об'єкт зможе витримати менше додаткового тиску аніж його менша версія. Саме тому великі автомобілі погано проходять краш-тести і є межа наскільки великими можна будувати будівлі. Так само, чим більший об'єкт, тим менше інші об'єкти будуть чинити опір його руху.

#### Приклади
- 4=Watt steam engine: Працюючи в університеті Глазго Джеймс Ватт отримав завдання налагодити модель парової машини Ньюкомена. Ватт зрозумів що проблема стосується закону квадрата-куба в тому, що відношення поверхні до об'єму циліндра моделі було в рази більшим, ніж у великих комерційних рушіїв, що призводило до великої втрати теплоти.[4] Дослідження над цією моделлю привело Ватта до створення більш ефективної парової машини.
- Аеробус A380: крила, стерно і елеватори більші ніж фюзеляж літака. Наприклад Боїнг 737 збільшений до A380 не зможе літати через замалі крила.
- Розмір і тяга рідинних ракетних двигунів з циклом фазового переходу[en] обмежені ефективністю теплообміну через те що площа сопла[en] збільшується повільніше ніж об'єм палива який протікає крізь нього.
- Кліперу потрібно більше площі паруса ніж шлюпу, щоб досягти тієї самої швидкості. Це означає що відношення площ парусів цих суден більше ніж відношення їх мас.
- Аеростати мають певну вигоду через принцип квадрата-куба. Збільшуючи оболонку аеростата, кошти на матеріал поверхні виростають квадратично але підйомна сила росте кубічно.

### Біомеханіка
Якщо розміри тварини збільшувати ізометрично, її м'язи будуть відносно слабші, оскільки поперечний переріз м'язів збільшиться пропорційно квадрату певного коефіцієнту, а маса — пропорційно кубу. В результаті серцево-судинні і дихальні функції будуть сильно обтяжені.
У випадку збільшення літаючих тварин, навантаження на крило буде рости, і їм прийдеться літати швидше, щоб набрати ту саму підйомну силу. Опір повітря на одиницю маси буде більший для менших тварин, саме тому такі тварини як мурахи не можуть отримати пошкодження внаслідок падіння з будь-якої висоти.
Як було пояснено Д. Б. С. Голдейном в есе «Бути правильного розміру» (англ. On Being the Right Size), великі тварини не виглядають як малі: слон не може бути схожий на збільшену мишу. Через алометричний ріст кістки слона мають бути більшими за кістки збільшеної миші, оскільки поперечний переріз кісток миші збільшився тільки квадратично і цього не достатньо щоб нести вагу слона. Більшість тварин проявляють алометрію при збільшені розмірів, як між різними видами, так і всередині виду. Гігантські тварини з фільмів про монстрів (Ґодзілла, Кінг-Конг) є неможливими, бо їхній розмір призводив би переломів кісток під власною вагою.
Проте, густина води (за законом Архімеда) певною мірою компенсує силу гравітації. Тому морські тварини можуть рости до дуже великих розмірів без скелетно-м'язових систем, які були б потрібні для наземних тварин еквівалентного розміру, і це не випадковість що найбільші тварини, які будь-коли існували на землі, саме жителі водоймів.
Швидкість метаболізму змінюється з математичним принципом з назвою «закон 3/4» згідно з метаболічною теорією екології.